# Пико, Франсуа Эдуар
Франсуа Эдуар Пико (фр. François-Édouard Picot; 17 октября 1786, Париж — 15 марта 1868[…], Париж) — французский живописец-академист, ученик Франсуа Андре Венсана и Жака Луи Давида, учитель Александра Кабанеля, Гюстава Моро и Вильяма Бугро.

## Биография
Франсуа Эдуар Пико родился в Париже в 1786 году в семье Огюстена Андре Пико (1756—1822), в дальнейшем — официального вышивальщика (фр. brodeur officiel) императора Наполеона, участвовавшего в создании церемониальных императорских одежд.
Учился живописи в Высшей школе изящных искусств Парижа у Франсуа Андре Венсана и Жака Луи Давида. В 1813 году выиграл Римскую премию, которая представляла собой стипендию на длительную образовательную поездку в Рим.
В Риме Пико длительное время проживал во Французской академии на вилле Медичи в соседних комнатах с художниками Жаном Ало, Луи Венсаном Пальером и Жаном Огюстом Домеником Энгром, причём Ало выполнил портреты Пико, Энгра и Пальера в интерьерах их комнат (которые также служили мастерскими). 
Около 1819 года Пико вернулся во Францию. В том же году его картина «Амур и Психея» была выставлена на Парижском салоне, проводившемся ежегодно, и имела большой успех. В том же году Пико написал «Смерть Сапфиры» для церкви Сен-Северин в Париже.
Вместе с Ипполитом Фландреном, Пико украсил росписями церковь Сен-Венсан-де-Поль в Париже. В дальнейшем он также украсил некоторые помещения дворца Лувр, Версальского и Люксембургского дворцов. Расписывал также парижские храмы Нотр-Дам-де-Лорет («Христос коронует Богоматерь»), Сен-Мерри («Святая Женевьева даёт обет безбрачия») и другие.
В 1832 году Пико стал офицером ордена Почётного легиона.
Франсуа Пико продолжал регулярно выставлять свои произведения на Салоне вплоть до 1839 года. Он был также известен, как преподаватель живописи, причём среди его учеников были Вильям Бугро и Александр Кабанель, а также Гюстав Ашиль Гийоме, Огюст Лелуар и многие другие.
Пико никогда не был женат и не имел детей. 
Скончался в Париже в собственном доме на улице Ларошфуко и был похоронен на кладбище Пер-Лашез.

## Галерея
- Иоанн Предтеча совершает Крещение Иисуса Христа в Иордане. 1822. Собор Иоанна Крестителя, Лион
- Триумф города Парижа. Эскиз для росписи одного из помещений Парижской ратуши. 1842. Музей изящных искусств города Парижа
- Взятие Кале герцогом де Гизом в 1558 году. 1838. Версаль
- Амур и Психея. 1817. Частное собрание
- Леда и лебедь. 1832. Частное собрание
- Познание и Гений открывают Древней Греции Древний Египет. Ок. 1827. Лувр